# إليزابيث والاس
إليزابيث والاس (بالإنجليزية: Elizabeth Wallace)‏ هي ممثلة بريطانية، ولدت في 6 فبراير 1933، وتوفيت في 2011.

## وصلات خارجية
- إليزابيث والاس على موقع IMDb (الإنجليزية)
- إليزابيث والاس على موقع كينوبويسك (الروسية)